# III Геркулесов легион
III Геркулесов легион (лат. Legio III Herculia) — один из легионов поздней Римской империи.
Данное подразделение было сформировано в начале правления императора Диоклетиана и получило прозвище в честь его соправителя Максимиана Геркулия. По всей видимости, изначально III Геркулесов легион имел статус лимитана и имел своей главной задачей оборону провинции Реция. В течение IV века он был переведен в разряд комитата.
Согласно Notitia Dignitatum, в начале V века III Геркулесов легион находился под командованием магистру пехоты и принадлежал к армии комита Иллирика, обороняя Рецию вместе с III Италийским легионом.